# Lê Trì
Lê Trì là một xã thuộc huyện Tri Tôn, tỉnh An Giang, Việt Nam.

## Địa lý
Xã Lê Trì nằm ở phía bắc huyện Tri Tôn, có vị trí địa lý:
- Phía đông và phía bắc giáp thị xã Tịnh Biên
- Phía tây giáp thị trấn Ba Chúc và xã Lạc Quới
- Phía nam giáp xã Lương Phi và xã Châu Lăng.

Xã Lê Trì có diện tích 26,69 km², dân số năm 2019 là 5.124 người, mật độ dân số đạt 192 người/km².

## Hành chính
Xã Lê Trì được chia thành 3 ấp gồm An Thạnh, Trung An, Sóc Tức.

## Lịch sử
- Quyết định 56-CP[4] ngày 11 tháng 03 năm 1977 của Hội đồng Chính phủ, hợp nhất huyện Tri Tôn và huyện Tịnh Biên thành một huyện lấy tên là huyện Bảy Núi, xã Lê Trì thuộc huyện Bảy Núi.
- Quyết định 181-CP[5] ngày 25 tháng 04 năm 1979 của Hội đồng Chính phủ điều chỉnh địa giới và đổi tên một số xã và thị trấn huyện Bảy Núi thuộc tỉnh An Giang, xã Lê Trì đổi tên thành xã An Lập.
- Quyết định 300-CP[6] ngày 23 tháng 08 năm 1979 của Hội đồng Bộ trưởng chia chia huyện Bảy Núi thành hai huyện lấy tên là huyện Tri Tôn và huyện Tịnh Biên, xã An Lập thuộc huyện Tri Tôn.
- Sau này, xã An Lập được đổi tên lại thành xã Lê Trì[cần dẫn nguồn].